# Journal d'un raté
Le Journal d'un raté est un recueil de textes de l'écrivain Édouard Limonov, traduit en français par Antoine Pingaud. Écrits alors que Limonov a émigré de l'URSS à New York, ces textes forment une sorte de journal, non daté et souvent sans titre. Il avait été édité en France en 1982, puis a été réédité chez Albin Michel en 2011, à la suite du succès du Limonov d'Emmanuel Carrère, qui retrace la vie de l'écrivain russe.
Limonov a alors trente-quatre ans et vit de manière assez miséreuse en travaillant comme majordome chez un millionnaire new-yorkais. Sa vie est totalement marginale, et les personnes qui passent autour de lui n'ont toujours que rapport avec le sexe ou la honte. Le livre consiste en observations de petits événements de la vie courante, de remarques sur la société, de descriptions de ses (nombreuses et variées) pulsions sexuelles, de souvenirs de l'URSS, ou d'injonctions à la révolte. Il ne cherche pas à se donner le beau rôle, bien que ces textes montrent une grande fascination éprouvée pour lui-même. On ne sait pas en revanche si toutes les situations que l'auteur dit avoir vécues sont vraies ou simplement des fantasmes imaginés sur son bureau d'écriture.
Ce livre dénote un cynisme à toute épreuve et une révolte contre tout, les personnes, la société, les humains en général ; et un désir de destruction qui trouve son apothéose dans la formule "Vous aimez l'expression guerre civile ? Moi, beaucoup". Tout le livre est écrit de manière crue et directe, bien souvent en passant par le vulgaire et le sexuel. Ainsi, ce livre ne souffre d'aucune gêne et d'aucune censure. 
Limonov fait un constat amer sur lui-même : « J'ai trente-quatre ans et je suis fatigué des relations humaines », et est furieux contre lui-même : « Parfois, je pleure de fureur. De fureur je frappe ma paume avec le poing, je jure comme un beau diable et je crache des larmes ».